# Louverné
Louverné – miejscowość i gmina we Francji, w regionie Kraj Loary, w departamencie Mayenne.
Według danych na rok 1990 gminę zamieszkiwało 2 679 osób, a gęstość zaludnienia wynosiła 130 osób/km² (wśród 1504 gmin Kraju Loary Louverné plasuje się na 191. miejscu pod względem liczby ludności, natomiast pod względem powierzchni na miejscu 532.).